# Tylobolus loomisi
Tylobolus loomisi är en mångfotingart som beskrevs av Keeton 1966. Tylobolus loomisi ingår i släktet Tylobolus och familjen Spirobolidae. Inga underarter finns listade i Catalogue of Life.